# Gucci watch
Gucci watch – mixtape polskiego rapera Bedoesa. Wydawnictwo ukazało się 2 lipca 2013 roku nakładem wytwórni muzycznej Miami Hit Music.

## Lista utworów
Opracowano na podstawie materiału źródłowego.
1. „Fake niggas hate me”
2. „Wings”
3. „Wannabes”
4. „Goin' On”
5. „Sick M.O.B”
6. „The one”
7. „Statistics ain't lie”
8. „Dear family”